# Taeniophyllum rhomboglossum
Taeniophyllum rhomboglossum är en orkidéart som beskrevs av Rudolf Schlechter. Taeniophyllum rhomboglossum ingår i släktet Taeniophyllum och familjen orkidéer. Inga underarter finns listade i Catalogue of Life.